# Adam Wierzejski
Adam Wierzejski herbu Jelita – podstoli nowogródzki, pisarz grodzki nowogródzki w 1778 roku, jeden z przywódców konspiracji poprzedzającej wybuch insurekcji kościuszkowskiej w województwie nowogródzkim.
W latach 1788–1790, stosując się do uchwały Sejmu Czteroletniego złożył 900 złotych polskich dobrowolnej ofiary na cele wojenne, w marcu 1794 roku aresztowany przez Rosjan, sądzony przez Smoleńską Komisję Śledczą.